# Нежиловка
Нежиловка (рос. Нежиловка) — присілок, підпорядкований місту Мурому Владимирської області Російської Федерації.
Населення становить 209 осіб (2010).

## Історія
Присілок розташований на землях фіно-угорських народів муроми та мещери.
Згідно із законом від 13 травня 2005 року увійшло до складу муніципального утворення місто Муром.

## Населення
| 1859 | 1905 | 1926 | 2002 | 2010 |
| ---- | ---- | ---- | ---- | ---- |
| 78   | ↗112 | ↗153 | ↗155 | ↗209 |